# Tom in Jerry: Poletita na Mars
Tom in Jerry: Poletita na Mars je ameriški animirani znanstvenofantastični komično-pustolovski film iz leta 2005, ki ga je napisal in režiral Bill Kopp ter temelji na mačku Tomu in mišku Jerryju. To je drugi film o Tomu in Jerryju, narejen za video.
Film je na DVD-ju in VHS-u izšel 18. januarja 2005, na Blu-ray pa 16. oktobra 2012. To je prvo samostojno delo Josepha Barbere s Tomom in Jerryjem brez njegovega kolega Williama Hanne, ki je umrl 22. marca 2001.

## Vsebina
Tom kot običajno preganja Jerryja od njune hiše in po mestu, dokler ne prispeta do "International Space Place", kjer se astronavta Buzz Blister in Biff Buzzard odpravljata na Mars. Pri tem sta Tom in Jerry ujeta med govorom (najprej napačno razumljena kot nezemljana, ker je Toma zadela zelena barva v delavnici) in osebje ju poskuša ujeti, a ujamejo le Toma in ga vržejo ven. 
Med testiranjem dehidrirane hrane Jerry prevrne skodelico, zaradi česar se hrana v eksploziji raznese vsepovsod. Kmalu poskuša osebje ujeti Jerryja, a ker mislijo, da ga lahko ujame le Tom, ga pripeljejo nazaj v bazo in mu dajo nalogo, da ujame Jerryja in se ga znebi. Med preganjanjem oba pristaneta na raketi in konča na Marsu, kjer ostaneta Tom in Jerry. 
Zelena marsovka po imenu Peep skupaj z marsovskim psom Ubujem in še tremi Marsovci prispejo, ko najdejo Jerryja in ga nato odpeljejo v brlog Marsovcev, kjer ga označijo za "Velika Gloopa". Po številnih nesrečah, ki se pripetijo, ko Tom napade brlog, da bi ulovil Jerryja in odkritju, da Jerry ni Veliki Gloop, Tom, Jerry in Peep ugrabijo leteči krožnik, da se lahko vrnejo na Zemljo in vse opozorijo na morebitni napad Marsovcev. Uspe jim ustaviti napad, toda kmalu zatem na Zemljo prispe ogromen oranžen robot z imenom "Invince-a-tron" in začne vse sesati s svojim močnim sesalnikom. Tom, Jerry in Peep po dolgotrajni bitki ustavijo Invince-a-trona tako, da psu Spikeu odvzamejo kost in jo odvržejo v robotove možgane, kar povzroči, da Spike vdre v Invince-a-tronove možgane in povzročijo okvaro ter s tem uniči robota. 
Pozneje Tom in Jerry prejmeta odlikovanje od ameriškega predsednika, ker sta Zemljo rešila pred Invince-a-tronom. Preden pa sploh lahko prevzameta njuno nagrado, jih ponovno napade na novo popravljen Invince-a-tron, ki ga nadzoruje Spike, ki se jim priseže maščevati za uničenje njegove kosti. Peep prileti z letečim krožnikom in reši Jerryja, Toma pa pusti za seboj, da ga preganja Invince-a-tron, ki ga nadzira Spike. V prizoru med koncem filma Biff in Buzz čistita nered kot kazen za laganje, da na Marsu ni življenja, kmalu se začneta prepirati o tem, ko zgroženega Toma še vedno zasleduje Invince-a-tron, ki ga nadzira Spike. 

## Vloge
- Bill Kopp - Tom in Jerry
- Kathryn Fiore - Peep
- Frank Welker - Pes Spike in Ubu
- Jeff Bennett - Doktor Gluckman in ameriški predsednik
- Corey Burton - Marsovski znanstvenik
- Brad Garrett - Poveljnik Bristle
- Jess Harnell - Buzz Blister
- Tom Kenny - Grob
- Rob Paulsen - računalniški glas
- Billy West - Biff Buzzard in Kralj Thingg

## Kritike
Film je prejel negativno oceno Radio Timesa, ki je filmu dal oceno z dvema zvezdicama in dejal, da so "liki narisani malo preostro in da je čas predvajanja preprosto predolg za tempo, zaradi katerega so izvirni kratki filmi tako popolni". Screen Rant je film označil za enega najslabših filmov o Tomu in Jerryju, kar so jih kdaj posneli, in zapisal: "Zaplet je precej zapleten s potovanjem na Mars in potovanjem z Marsa, ki se zdi, kot da bi ju lahko posneli v dva ločena filma, kar je verjetno razlog, da je prejel nižjo oceno." Thomas Miller je leta 2016 to opisal kot "popolnoma nesmiselno".
Tudi mednarodno je bil film slabo ocenjen. Norveški časopis Dagbladet je dejal, da je "prvih pet minut tega filma, v katerem Tom in Jerry opustošita navadno kuhinjo, veliko boljših od potovanja na Mars z vsemi posledicami". Nemška spletna stran za filmske kritike MDPress je filmu podelila oceno 6/10 in kritizirala pomanjkanje logike v filmu celo v kontekstu otroške risanke.
Nasprotno pa ga je Renee Schonfeld iz Common Sense Media pozitivno ocenila in ga ocenila s 3 od 5 zvezdic ter dejala, da je "ta vnos franšize smešnejši od nekaterih in ima duhovitejšo, bolj razvito zgodbo kot večina."